# Eli Roth
Eli Raphael Roth (18 de abril de 1972, Boston, Massachusetts) é um ator, diretor de cinema, produtor cinematográfico e roteirista estadunidense, reconhecido principalmente por seu trabalho com filmes de terror.

## Biografia
Eli Roth decidiu fazer filmes quando tinha 8 anos, após assistir Alien, o 8º Passageiro. Ao lado dos seus irmãos Adam e Gabe, ele realizou cerca de 50 curtas. Quando estudava cinema na Universidade de Nova York, foi premiado pelo filme "Restaurant Dogs". Trabalhou em produção de cinema e teatro em Nova York.
Em 1999 mudou-se para Los Angeles, onde eventualmente chegou a assistente do consagrado diretor David Lynch, com quem trabalhou durante seis anos, desenvolvendo projetos para teatro que nunca se chegaram a realizar.
Em 1995, havia escrito um argumento para um filme de terror centrado numa doença de pele, que destrói a carne humana e é baseado numa doença que o próprio havia contraído ao treinar cavalos em uma fazenda em Selfoss, Islândia, em 1991, quando era novo, mas só o filmou em 2001. Passou seis anos arrecadando dinheiro e bancou o longa no próprio cartão de crédito. Com o orçamento de US$ 1 milhão, Cabin Fever foi apresentado no Festival Internacional de Cinema de Toronto em 2002. Elogiado pela crítica, o filme foi disputado por algumas distribuidoras e acabaria vendido por US$ 3,5 milhões, a maior venda do festival daquele ano, à Lionsgate, que teria em Cabin Fever seu maior sucesso em 2003.
Depois de Toronto, Roth captou a atenção de cineastas veteranos como Tobe Hooper e Peter Jackson.
Seu segundo filme O Albergue (2005) foi considerado pela revista Variety "um dos melhores filmes recentes do gênero terror".
As suas longas e gráficas cenas de tortura iriam marcar o género neste início do século XXI, sendo creditado pelo crítico da revista New York David Edelstein como criador do subgênero "tortune porn", usando violência excessiva para excitar plateias.
Quentin Tarantino, que tinha elogiado Cabin Fever, produziu o filme seguinte de Roth, O Albergue 2 (2007), incluiu em Grindhouse (2007) um trailer falso dirigido por Roth, Thanksgiving (que Roth transformaria em um longa-metragem em 2023) e um breve papel para o ator na metade dirigida por Tarantino, Death Proof, e até o contratou para integrar o elenco de Bastardos Inglórios (2009), onde Roth interpretou Donny "O Urso Judeu" Donowitz, e também dirigiu a cena de um filme fictício, onde um soldado nazista  interpretado Daniel Brühl matava centenas de soldados Aliados.
Roth não se considera um diretor "cult", como é chamado pela mídia. Em entrevista no Brasil, ele disse que não se importa com esses estereótipos. "Eu me sinto incrivelmente sorturdo por acordar e fazer o que eu gosto", falou o cineasta, que já trabalhou em mais de cem filmes, nas mais diferentes funções. Foi figurante, assistente do assistente de direção, já escalou figurantes e foi aquele que fica no lugar do ator enquanto estão fazendo a marcação de luz.
É dono da produtora Raw Nerve com Scott Spiegel, com créditos em entre outros o remake de 2001 Maníacos (2004) e The Last Exorcism (2010).

## Filmografia parcial
- 2002 -  Cabin Fever (Escritor/Produtor/Diretor/Ator)
- 2005 -  Hostel  (Escritor/Produtor/Diretor/Ator)
- 2007 -  Hostel: Part II (Escritor/Diretor/Ator)
- 2007 -  Death Proof (Ator)
- 2009 -  Inglourious Basterds (Ator)
- 2009 -  A Semente do Mal  (Ator)
- 2010 -  The Last Exorcism (Produtor)
- 2010 -  Piranha 3D (Ator)
- 2014 -  The Green Inferno (Escritor/Diretor)
- 2015 -  Knock Knock (2015) (Escritor/Diretor)
- 2014 - Hemlock Grove (Produtor)
- 2018 - Death Wish (Diretor)
- 2018 - The House with a Clock in Its Walls (Diretor)
- 2021 - Fin (Diretor)
- 2023 - Thanksgiving (Diretor)
- 2024 - Borderlands (Diretor)